# دو هو سو
دو هو سو مجسمه‌ساز و هنرمند چیدمان کره ای است. او همچنین با رسانه‌های متنوعی مثل نقاشی و فیلم کار می‌کند که در آنها به‌طور ویژه مفهوم فضا و خانه را بررسی می‌کند.

## زندگی‌نامه
سو در سال ۱۹۶۲ در سئول، کره جنوبی متولد شد. وی لیسانس هنرهای زیبا و کارشناسی ارشد هنرهای زیبا را از دانشگاه ملی سئول در زمینه نقاشی شرقی دریافت کرد. وی همچنین در دانشکده طراحی رود آیلند تحصیل کرد و در آنجا در سال ۱۹۹۴ لیسانس هنرهای زیبا را در نقاشی دریافت کرد. سپس، در سال ۱۹۹۷، مدرک استادی هنرهای زیبا در مجسمه‌سازی از دانشگاه ییل دریافت کرد. سو در حال حاضر مستقر در استودیوهای مستقل خود در لندن، شهر نیویورک و سئول است. سو در سال ۲۰۱۳ به عنوان نوآورترین هنرمند سال در وال استریت ژورنال انتخاب شد. وی نماینده کره در چهل و نهمین دوسالانه ونیز در سال ۲۰۰۱ بود.